# Pandoravirales
 (juillet 2025).
Ordre
Pandoravirales est un ordre proposé de virus géants, détaché des Algavirales pour regouper les familles proposées des Coccolithoviridae (détachée des Phycodnaviridae) et des Pandoraviridae. En 2024, cet ordre n'est pas reconnu par l'ICTV.

## Liste des familles
- Coccolithoviridae
- Pandoraviridae